# Systoechus auripilus
Systoechus auripilus är en tvåvingeart som beskrevs av Hesse 1938. Systoechus auripilus ingår i släktet Systoechus och familjen svävflugor. Inga underarter finns listade i Catalogue of Life.